# Lelów (Wrocieryż)
Lelów – część wsi Wrocieryż w Polsce, położona w województwie świętokrzyskim, w powiecie pińczowskim, w gminie Michałów.
W latach 1975–1998 Lelów administracyjnie należał do województwa kieleckiego.
Wierni kościoła rzymskokatolickiego należą do parafii pw. św. Marcina w Wrocieryżu.